# اکتیل استات
اکتیل استات (به انگلیسی: Octyl acetate) با فرمول شیمیایی C10H20O2 یک ترکیب شیمیایی با شناسه پاب‌کم 8164 است. که جرم مولی آن 172.27 g/mol می‌باشد. شکل ظاهری این ترکیب، مایع بی‌رنگ است.